# 司徒赞
司徒赞（1900年9月—1978年3月14日），字子襄，男，广东开平人，归国华侨，中国教育家、社会活动家，曾任第五届全国政协委员。